# Lijst van bisschoppen en aartsbisschoppen van Utrecht

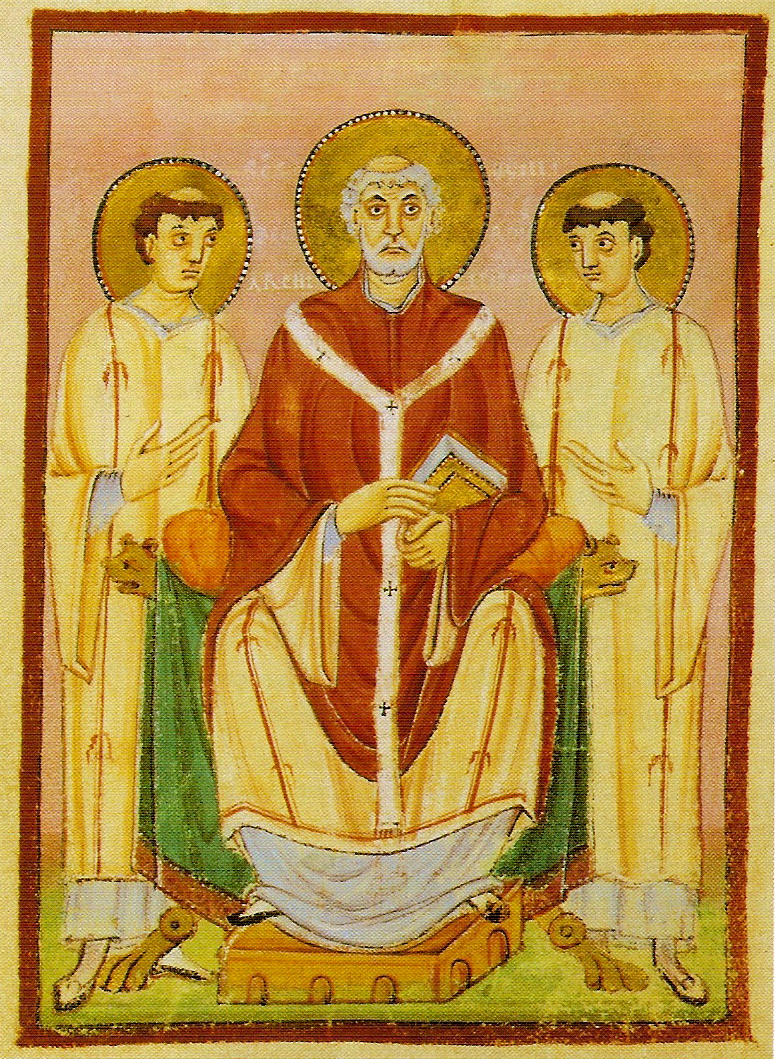
Willibrord, de grondlegger van het (aarts)bisdom Utrecht

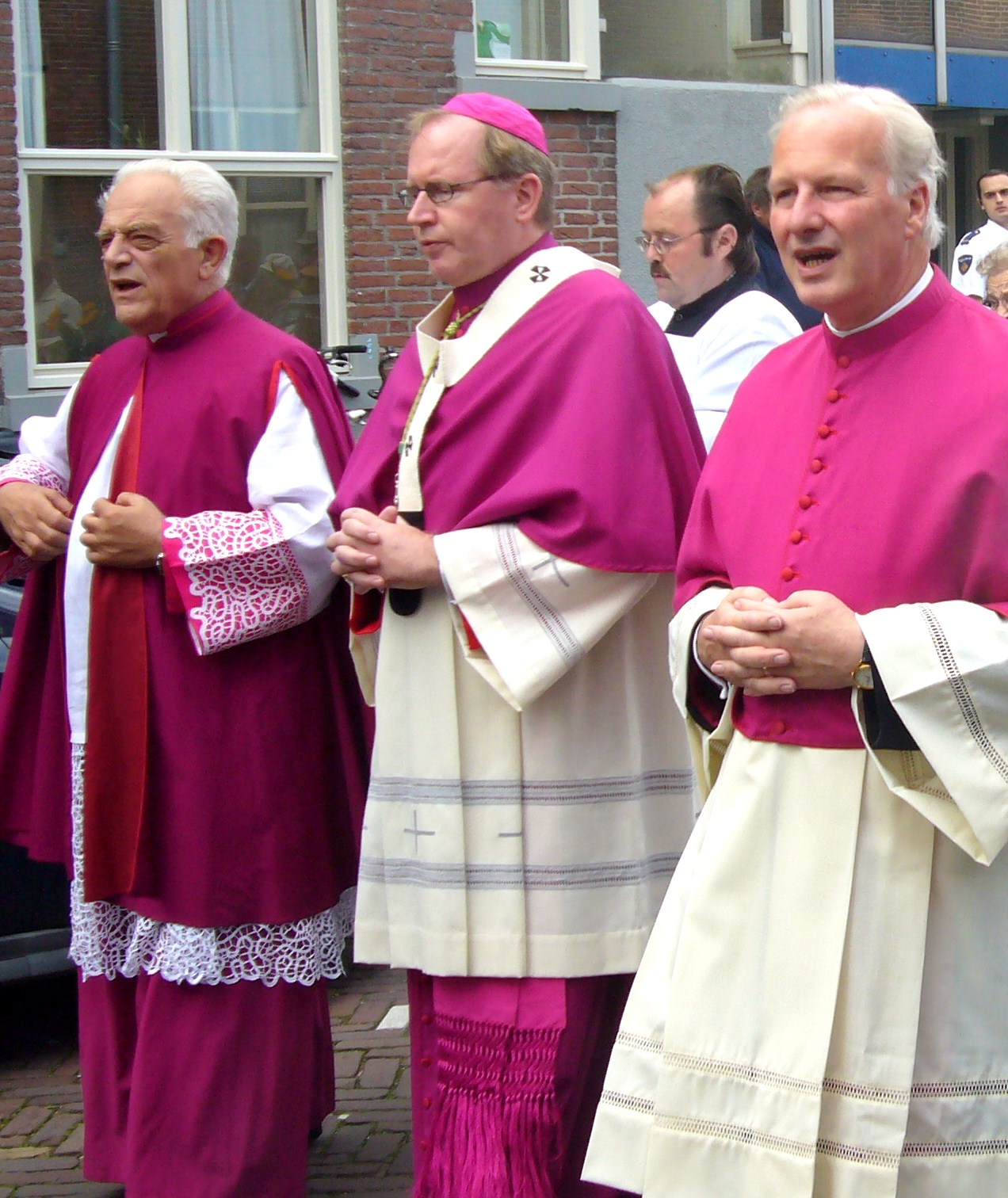
Wim Eijk, de huidige aartsbisschop van Utrecht, in het midden, tijdens de zesde Willibrordprocessie in Utrecht in 2008

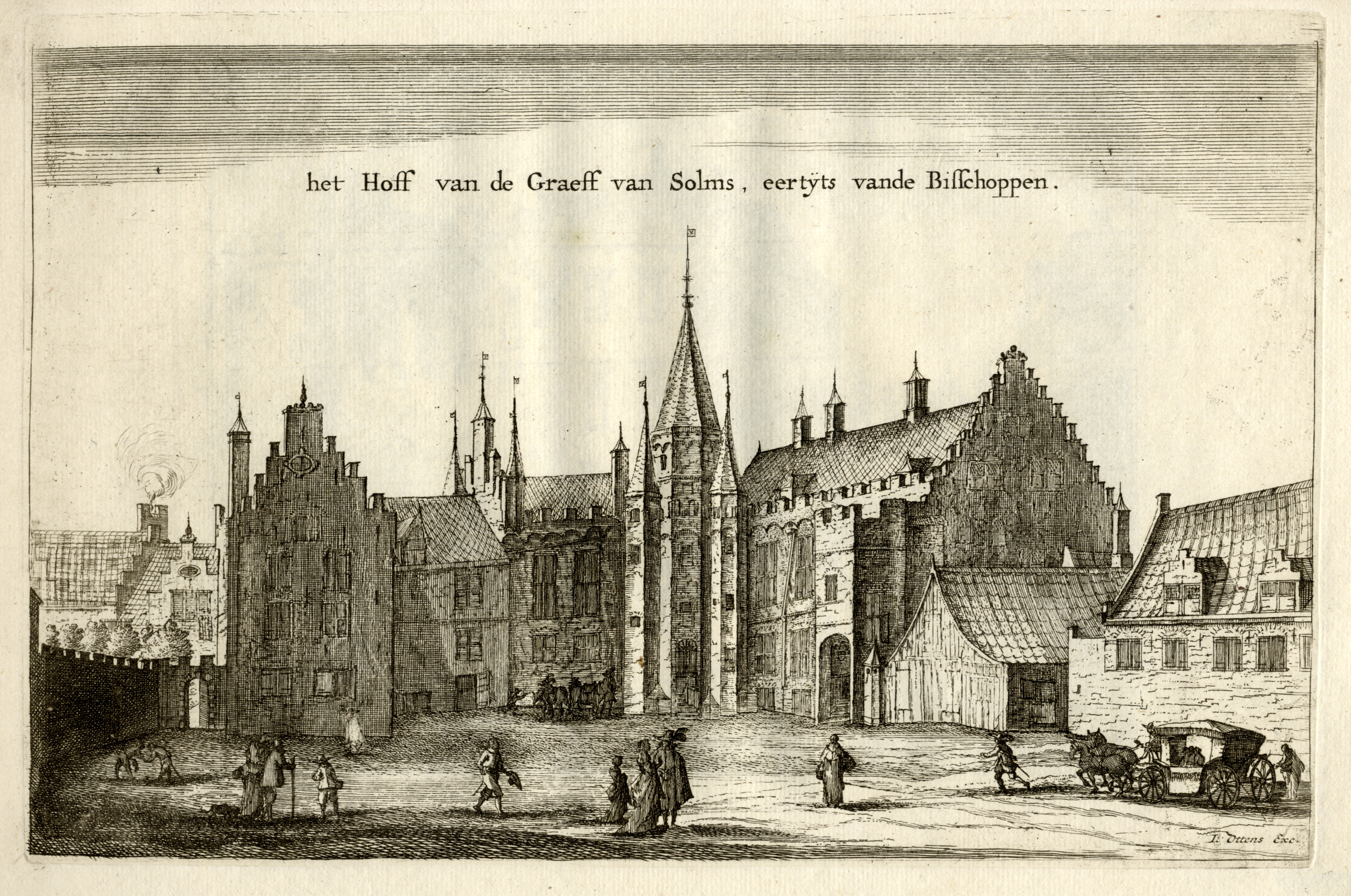
Het Bisschopshof, de middeleeuwse residentie van de bisschoppen van Utrecht, rond 1645

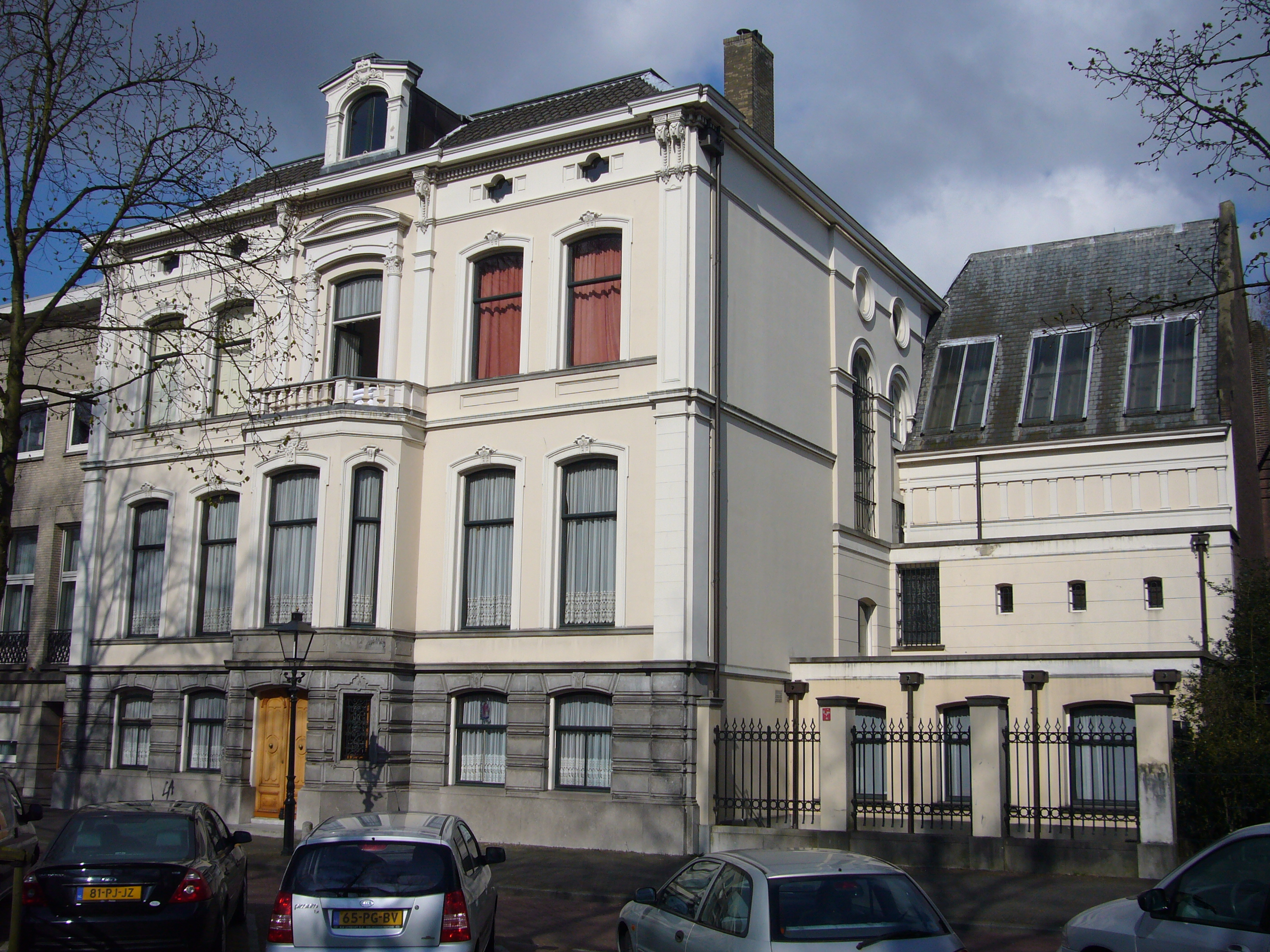
Maliebaan 40, de huidige ambtswoning van de Utrechtse aartsbisschop, in 2008

Dit is een lijst van bisschoppen en aartsbisschoppen van Utrecht.

## Achtergrond
Over de eerste bisschoppen van het aartsbisdom Utrecht bestaat weinig zekerheid. Willibrord zetelde te Utrecht als aartsbisschop der Friezen, maar een georganiseerd bisdom Utrecht schijnt pas sinds Alberik I (circa 776) te hebben bestaan. In 795 werd het bisdom Utrecht een suffragaan bisdom van het aartsbisdom Keulen. Daarmee was de kerkelijke indeling van de Noordelijke Nederlanden voor de komende paar eeuwen vastgelegd.
Vanaf de 8e eeuw kregen de bisschoppen van Utrecht steeds meer wereldlijke macht, doordat zij gebieden in leen kregen van de Duitse keizer. In 1024 verwierf Adelbold II de grafelijke rechten over Drenthe, waardoor de bisschoppen vorsten werden binnen het Heilige Roomse Rijk, ook wel prins-bisschoppen genoemd (al is de titel 'prins-bisschop' niet gebruikelijk in de Utrechtse geschiedschrijving). Hun wereldlijke gebied, het Sticht Utrecht, viel uiteindelijk grofweg samen met de huidige provincies Utrecht, Overijssel en Drenthe.
Van 1423 tot 1448 deed zich het Utrechts Schisma voor, waardoor er feitelijk twee bisschoppen tegelijk waren. In 1528 werd het bisdom geseculariseerd, toen bisschop Hendrik van Beieren de wereldlijke macht moest afstaan aan keizer Karel V. Dit betekende het einde van het Sticht.
Bij de kerkelijke hervorming van 1559 werd Utrecht tot aartsbisdom verheven, met als suffragaan bisdommen Deventer, Haarlem, Leeuwarden, Groningen en Middelburg. Na de dood van aartsbisschop Frederik Schenck van Toutenburg in 1580 en het verbod op uitoefening van het katholieke geloof, stelden de Spanjaarden nog wel twee nieuwe aartsbisschoppen aan, maar deze leefden in ballingschap. 
Vanaf 1602 werd het gebied van het aartsbisdom Utrecht bestuurd door een apostolisch vicaris als hoofd van de Hollandse Zending; deze werd meestal ook tot aartsbisschop in partibus infidelium benoemd. Sinds het oudkatholieke schisma van 1723 heeft Utrecht een oudkatholieke aartsbisschop. Er werd vanaf dat jaar geen apostolisch vicaris meer benoemd; als vicesuperior van de Hollandse zending werd de nuntius in Brussel aangesteld, vanaf 1829 de internuntius in Den Haag.

In 1853 vond het herstel van de bisschoppelijke hiërarchie in Nederland plaats. Sindsdien is Utrecht zetel van de rooms-katholieke aartsbisschop van het aartsbisdom Utrecht, tegelijk metropoliet van de Nederlandse kerkprovincie. Utrecht is thans dus de zetel van twee aartsbisschoppen. 
Over de eerste Utrechtse kerkjes die als kathedraal dienstdeden bestaat weinig zekerheid. Vanaf de 10e eeuw tot aan de Reformatie zetelden de Utrechtse bisschoppen in onder meer de toen nieuw gebouwde Dom, die gewijd was aan Sint-Maarten. De residentie van de bisschop was het Bisschopshof, gelegen ten zuiden van de Domtoren op de hoek van de Donkere Gaard en het Wed. Dit stadspaleis werd in 1803 verkocht voor afbraak.
De huidige rooms-katholieke aartsbisschop zetelt sinds 1853 in de Sint-Catharinakathedraal. Zijn ambtswoning is sinds 1898 in het aartsbisschoppelijk paleis aan Maliebaan 40.

## Toelichting
Een definitieve lijst van alle bisschoppen van Utrecht is onmogelijk samen te stellen omdat er veel onzekerheden en meningsverschillen bestaan over omstandigheden, personen en data. Onderstaande tabel probeert een volledig overzicht te geven van alle bekende personen die aanspraak konden maken op de Utrechtse bisschopszetel of die in de loop van de geschiedenis beschouwd zijn als bisschop van Utrecht. Daarnaast zijn de geestelijken opgenomen die het bestuur over het grondgebied van het Utrechtse bisdom waarnamen in tijden waarin het bisdom de facto niet bestond, zoals de eeuwen tussen de Hervorming en het herstel van de bisschoppelijke hiërarchie.
De eerste kolom geeft als leidraad de officiële telling van Utrechtse (aarts)bisschoppen aan zoals die in de late middeleeuwen voor het eerst is vastgesteld en sindsdien is voortgezet. Hierbij moet worden aangemerkt dat verschillende vroege bisschoppen hypothetisch zijn; bovendien zijn in de telling ook geestelijken opgenomen die strikt genomen geen bisschop van Utrecht waren (Willibrord, Bonifatius en Gregorius). Zij werden beschouwd als 'leiders van de Utrechtse kerk' in de tijd dat er van een gevestigd bisdom Utrecht nog geen sprake was. De officiële lijst is aangevuld met geestelijken die bijvoorbeeld wel door de kapittels tot bisschop gekozen zijn maar niet door de paus benoemd, of wel door de paus benoemd maar niet in functie getreden.

## Grondleggers
|   | Naam              | Periode  | Opmerkingen |
| 1 | Willibrord        | 695-739  | Aartsbisschop der Friezen met zetel in Utrecht. Heilig verklaard |
| 2 | Bonifatius        | 739-754  | Aartsbisschop der Oost-Franken. Is eeuwenlang beschouwd als de opvolger van Willibrord en de verantwoordelijke voor de Utrechtse kerk na diens dood. Hij stelde naar eigen zeggen een bisschop in Utrecht aan en verdedigde de Utrechtse kerk tegen de aanspraken van de bisschop van Keulen. Gedood en heilig verklaard |
|   | Wiro van Roermond | 739?-752 | Onzeker, misschien dezelfde als Wiro. Wellicht nam hij als wijbisschop de leiding van de Utrechtse kerk waar |
|   | Eoban             | 753-754  | Onzeker. Wellicht nam hij als wijbisschop de leiding van de Utrechtse kerk waar.Heilig verklaard |
| 3 | Gregorius         | 754-776  | Leider van de Utrechtse kerk maar geen bisschop. Desondanks werd hij opgenomen in de officiële bisschoppenlijst. Heilig verklaard |

## Bisschoppen
|    | Naam        | Periode         | Opmerkingen                                                |
| 4  | Alberik I   | ca. 776-784     | Ook genaamd Alfric. Heilig verklaard                       |
| 5  | Theodard    | ca. 784-ca. 790 | Eigenlijke naam Theutbert/-brecht                          |
| 6  | Hamacar     | ca. 790-806     |                                                            |
| 7  | Ricfried    | 806-815/816     |                                                            |
| 8  | Frederik I  | 815/816-835/837 | Vermoord en heilig verklaard                               |
| 9  | Alberik II  | 838-844         |                                                            |
|    | Eginhard    | ca. 845         |                                                            |
| 10 | Liudger     | ca. 848-ca. 854 |                                                            |
|    | Craft       | ca. 854         | Weigerde zijn benoeming                                    |
| 11 | Hunger      | ca. 854-866     | Vluchtte voor de Noormannen uit Utrecht. Heilig verklaard  |
|    | Alfried     | ca. 866-867/879 | Regeerde in ballingschap                                   |
| 12 | Adelbold I  | 867/879-898     | Ook genaamd Odilbald. Regeerde in ballingschap             |
| 13 | Egilbert    | 899             | Ook genaamd Engelbert of Egibold. Regeerde in ballingschap |
| 14 | Radboud     | 899-917         | Regeerde in ballingschap. Heilig verklaard                 |
| 15 | Balderik    | 918-975         | Keerde terug naar Utrecht                                  |
| 16 | Folcmar     | 976-990         | Ook genaamd Poppo                                          |
| 17 | Boudewijn I | 990-995         |                                                            |
| 18 | Ansfried    | 995-1010        | Heilig verklaard                                           |

## Bisschoppen met wereldlijke macht (prins-bisschoppen)
|    | Naam                           | Periode   | Opmerkingen |  |
| 19 | Adelbold II                    | 1010-1026 | Verwierf als eerste bisschop grafelijke rechten                                                                                     |  |
| 20 | Bernold                        | 1027-1054 | Heilig verklaard |  |
| 21 | Willem I (van Gelre)           | 1054-1076 | |  |
| 22 | Koenraad                       | 1076-1099 | Vermoord |  |
| 23 | Burchard                       | 1100-1112 | |  |
| 24 | Godebald                       | 1114-1127 | |  |
| 25 | Andries van Cuijk              | 1128-1139 | |  |
| 26 | Hartbert van Bierum            | 1139-1150 | |  |
|    | Frederik van Berg              | 1150-1151 | Tegenbisschop. Werd later aartsbisschop van Keulen                                                                                  |  |
| 27 | Herman van Horne               | 1150-1156 | |  |
| 28 | Godfried van Rhenen            | 1156-1178 | |  |
| 29 | Boudewijn II (van Holland)     | 1178-1196 | |  |
| 30 | Arnold I (van Isenburg)        | 1196-1197 | |  |
| 31 | Dirk I (van Holland)           | 1196-1197 | Tot 1197 tegenbisschop |  |
| 32 | Dirk II (van Are)              | 1197-1212 | |  |
| 33 | Otto I (van Gelre)             | 1212-1215 | |  |
| 34 | Otto II (van Lippe)            | 1216-1227 | |  |
| 35 | Wilbrand van Oldenburg         | 1227-1233 | Overgeplaatst vanuit Paderborn |  |
| 36 | Otto III (van Holland)         | 1233-1249 | Elect tot 1245 |  |
| 37 | Gozewijn van Randerath         | 1249-1250 | Elect. Trok zich terug |  |
| 38 | Hendrik I (van Vianden)        | 1249-1267 | |  |
| 39 | Jan I (van Nassau)             | 1268-1290 | Elect. Afgezet door paus Nicolaas IV                                                                                                |  |
| 40 | Jan II (van Sierck)            | 1291-1296 | Overgeplaatst naar Toul |  |
| 41 | Willem II (Berthout)           | 1296-1301 | Gedood in de slag op de Hoge Woerd                                                                                                  |  |
|    | Adolf II (van Waldeck)         | 1301      | Kandidaat-bisschop. Werd bisschop van Luik                                                                                          |  |
| 42 | Gwijde van Avesnes             | 1301-1317 | |  |
| 43 | Frederik II (van Sierck)       | 1317-1322 | |  |
| 44 | Jacob van Oudshoorn            | 1322      | |  |
|    | Jan van Bronkhorst             | 1322      | Kandidaat-bisschop |  |
| 45 | Jan III (van Diest)            | 1322-1340 | |  |
|    | Jan van Bronkhorst             | 1341      | Kandidaat-bisschop |  |
| 46 | Nicolaas Capocci               | 1341      | Trok zich terug. Later bisschop van Urgell en van Frascati                                                                          |  |
| 47 | Jan van Arkel                  | 1342-1364 | Overgeplaatst naar Luik |  |
| 48 | Jan V (van Virneburg)          | 1364-1371 | Overgeplaatst vanuit Münster |  |
|    | Zweder Uterlo                  | 1371      | Kandidaat-bisschop |  |
| 49 | Arnold II (van Horne)          | 1371-1378 | Overgeplaatst naar Luik |  |
|    | Reinoud van Vianen             | 1378-1380 | Tegenbisschop |  |
| 50 | Floris van Wevelinkhoven       | 1378-1393 | Overgeplaatst vanuit Münster |  |
| 51 | Frederik III (van Blankenheim) | 1393-1423 | Overgeplaatst vanuit Straatsburg |  |
|    | Rhabanus van Helmstatt         | 1424-1425 | Trok zich terug. Bisschop van Spiers en later aartsbisschop van Trier                                                               |  |
| 52 | Zweder van Culemborg           | 1423-1432 | Tot 1425 tegenbisschop. Werd door paus Eugenius IV verheven tot aartsbisschop van Cesarië                                           |  |
| 53 | Rudolf van Diepholt            | 1423-1455 | Tot 1432 tegenbisschop. Tevens bisschop van Osnabrück                                                                               |  |
|    | Walraven van Meurs             | 1434-1448 | Tegenbisschop. Werd bisschop van Münster                                                                                            |  |
| 54 | Gijsbrecht van Brederode       | 1455-1456 | Elect. Afgezet |  |
| 55 | David van Bourgondië           | 1456-1496 | Overgeplaatst vanuit Terwaan |  |
|    | Engelbert van Kleef            | 1482-1483 | Ruwaard |  |
| 56 | Frederik IV (van Baden)        | 1496-1517 | Afgezet |  |
| 57 | Filips van Bourgondië          | 1517-1524 | |  |
| 58 | Hendrik II (van Beieren)       | 1524-1529 | Elect. Droeg de wereldlijke macht in het Sticht over aan keizer Karel V en gaf zijn zetel op. Tevens bisschop van Worms en Freising |  |

## Bisschoppen
|    | Naam                         | Periode   | Opmerkingen                                       |
| 59 | Willem III (van Enckenvoirt) | 1529-1534 | Kardinaal vanaf 1523. Tevens bisschop van Tortosa |
| 60 | George van Egmont            | 1534-1559 |                                                   |

## Aartsbisschoppen
|    | Naam                              | Periode   | Opmerkingen                                                                                       |
|    | Adriaan van Renesse van Wulven    | 1559      | Benoemd door Filips II, maar gestorven voordat zijn benoeming kon worden bekrachtigd door de paus |
| 61 | Frederik V Schenck van Toutenburg | 1561-1580 |                                                                                                   |
|    | Herman van Rennenberg             | 1580-1585 | Benoemd door Filips II; benoeming niet bekrachtigd door de paus                                   |
|    | Jan van Bruhesen                  | 1592-1600 | Benoemd door Filips II; benoeming niet bekrachtigd door de paus                                   |

## Oud-katholieke aartsbisschoppen
Zie de Lijst van aartsbisschoppen van Utrecht in de oudkatholieke traditie vanaf 1561.

## Hollandse Zending
Zie de Lijst van apostolisch vicarissen en vicesuperiores van de Hollandse Zending.

## (Rooms-katholieke) aartsbisschoppen
|    | Naam                                | Periode    | Opmerkingen                                                      |
| 62 | Joannes Zwijsen                     | 1853-1868  | Tevens bisschop van 's-Hertogenbosch                             |
| 63 | Andreas Ignatius Schaepman          | 1868-1882  |                                                                  |
| 64 | Petrus Matthias Snickers            | 1883-1895  | Voorheen bisschop van Haarlem                                    |
| 65 | Henricus van de Wetering            | 1895-1929  |                                                                  |
| 66 | Joannes Henricus Gerardus Jansen    | 1930-1936  |                                                                  |
| 67 | Johannes de Jong                    | 1936-1955  | Kardinaal vanaf 1946                                             |
| 68 | Bernardus Johannes Alfrink          | 1955-1975  | Kardinaal vanaf 1960                                             |
| 69 | Johannes Gerardus Maria Willebrands | 1975-1983  | Kardinaal vanaf 1969                                             |
| 70 | Adrianus Johannes Simonis           | 1983-2007  | Voorheen bisschop van Rotterdam. Kardinaal vanaf 1985            |
| 71 | Willem Jacobus Eijk                 | vanaf 2008 | Voorheen bisschop van Groningen-Leeuwarden. Kardinaal vanaf 2012 |